# 凯赖斯泰泰
凯赖斯泰泰，是匈牙利包尔绍德-奥包乌伊-曾普伦州所辖的一个村。总面积4.01平方公里，总人口36，人口密度9.0人/平方公里（2011年1月1日）。